# أرينجة راجفة
أرينجة راجفة (الاسم العلمي:Arenga tremula) هي نوع من النباتات تتبع جنس الأرينجة من الفصيلة الفوفلية.